# Церковь Святого Григория Просветителя (Владикавказ)
Це́рковь Свято́го Григо́рия Просвети́теля (арм. Վլադիկովկասի Սուրբ Գրիգոր Լուսավորիչ եկեղեցի) — действующая армянская церковь во Владикавказе (Россия). Памятник градостроительства и архитектуры. Выявленный объект культурного наследия России.
Церковь находится на пересечении улиц Чермена Баева, 15/ Армянской, 1. Стоит на правом берегу Терека недалеко от Чугунного (Ольгинского) моста. От церкви на террасы правого берега Терека поднимается Армянская улица. Храм является одной из главных достопримечательностей города.
Ближайшие объекты культурного наследия по улице Чермена Баева: № 11 — Дом Поповых и № 17 — Дом Евгения Вахтангова.

## История армянской общины города
В конце XIX века, путешествуя по Кавказу, в городе побывал Василий Сидоров со своим другом и сокурсником армянином Тумановым (Туманьянц). В своем произведении «Кавказ. Путевые заметки и впечатления» Сидоров отмечал, что они посетили Линейную церковь, посмотрели маленькую персидскую мечеть, объездили всю осетинскую слободу и после чего они перебрались через мост в армянскую часть города. Здесь путешественник отметил армянский базар со своим разнообразием товаром: 

Здесь любопытен армянский базар с его произведениями востока и открытыми лавочками, в которых торговля и работа происходит в одно и тоже время. Тут стучат молотки и стонет железо, там сверкают иглы и жалобно скрипят ножницы. Всевозможные башлыки, пестрые ковры, сёдла и другие вещи развешаны и разложены по стенам и прилавкам. Все дома в армянской слободе носят особый отпечаток Востока. Все украшены балкончиками и имеют пёстрые стёкла в окнах под мавританскими арками— 

## История храма
Церковь Святого Григория Просветителя была построена в 1868 году.
К 95-летию Геноцида армян во дворе церкви был установлен хачкар, для освящения которого специально приехал глава епархии Юга России Армянской апостольской церкви епископ Мовсес Мовсесян. На церемонию освящения пришли и представители других конфессий — благочинный православных церквей Василий Шауэрман и настоятель Римско-католического прихода Осетии Януш Блаут, представители руководства республики.

## Галерея
- Фото 1964 года
- Общий вид церкви (2007 год)
- Внутреннее убранство церкви
- Хачкар и фонтан во дворе церкви